# Acontia connecta
Acontia connecta är en fjärilsart som beskrevs av Embrik Strand 1917. Acontia connecta ingår i släktet Acontia och familjen nattflyn. Inga underarter finns listade i Catalogue of Life.